# Anna-Greta Bergman
Anna Greta Jonsson, känd under flicknamnet Anna-Greta Bergman, född 28 augusti 1927 i Kungshamns församling, Bohuslän, är en svensk skådespelare.

## Biografi
Bergman studerade vid Dramatens elevskola 1952–1955. Hon var 1955–1961 gift med filmfotografen Mac Ahlberg (1931–2012), och därefter från 1963 gift med skådespelaren Per Jonsson (1934–2022) till hans död.

## Filmografi
- 1955 – Vildfåglar
- 1987 – Allt ljus på mig!
- 1991 – Ingas metamorfoser
- 2001 – Fru Fortuna

## Teater

### Roller (ej komplett)
| År   | Roll                  | Produktion                                                                                           | Regi                           | Teater                   |
| ---- | --------------------- | --- | ------------------------------ | ------------------------ |
| 1954 | Judy                  | Fadershjärtat (The Bread-Winner) W. Somerset Maugham                                                 | Stig Torsslow                  | Dramaten/ Folkparksturné |
| 1955 | Delfine               | Konserten (Das Konsert) Hermann Bahr                                                                 | Stig Torsslow                  | Dramaten                 |
| 1956 | Andra älvan           | En midsommarnattsdröm (A Midsummer Night's Dream) William Shakespeare                                | Alf Sjöberg                    | Dramaten                 |
| 1956 |                       | Vår hemliga dröm (Jupiter) Robert Boissy                                                             | Göran Gentele                  | Riksteatern              |
| 1957 | Silvia                | Kärlekens komedi (Le jeu de l'amour et du hazard) Pierre de Marivaux                                 | Gösta Terserus                 | Riksteatern              |
| 1958 | Sally Middleton       | Turturduvans röst (The Voice of the Turtle) John Van Druten                                          | Eva Sköld                      | Riksteatern              |
| 1960 | Bianca Katarina       | Så tuktas en argbigga (The Taming of the Shrew) William Shakespeare                                  | Sandro Malmquist               | Riksteatern              |
| 1963 | Myrrhine              | Lysistrate (Λυσιστράτη, Lysistrátē) Aristofanes                                                      | Sandro Malmquist               | Riksteatern              |
| 1966 | Charlotte             | Saken är Oscar! eller En halv million i kappsäcken (Oscar) Claude Magnier                            | Hans Bergström                 | Helsingborgs stadsteater |
| 1966 |                       | Den tappre soldaten Svejk (Osudy dobrého vojáka Švejka za světové války) Jaroslav Hašek              | Hans Bergström                 | Helsingborgs stadsteater |
| 1966 | Colombine             | Aria Da Capo Edna St. Vincent Millay                                                                 | Hans Bergström                 | Helsingborgs stadsteater |
| 1967 | Grevinnan de Lorche   | Markurells i Wadköping Hjalmar Bergman                                                               | Hans Bergström                 | Helsingborgs stadsteater |
| 1967 | Colombina             | Skälmarnas triumf (Los intereses creados) Jacinto Benavente                                          | Lennart Kollberg               | Helsingborgs stadsteater |
| 1967 | Karen Tygesen         | Geografi och kärlek (Geografi og kjærlighet) Bjørnstjerne Bjørnson                                   | Per Sjöstrand                  | Helsingborgs stadsteater |
| 1967 | Luise Maske           | Byxorna (Die Hose) Carl Sternheim                                                                    | Per Sjöstrand                  | Helsingborgs stadsteater |
| 1968 | Bondkvinnan Gumman    | Den kaukasiska kritcirkeln (Der kaukasische Kreidekreis) Bertolt Brecht                              | Håkan Ersgård                  | Helsingborgs stadsteater |
| 1968 | Systern               | Din stund på jorden Vilhelm Moberg                                                                   | Per Sjöstrand                  | Helsingborgs stadsteater |
| 1968 |                       | Kung Ubu (Ubu-roi) Alfred Jarry                                                                      | Lars Göran Carlson             | Helsingborgs stadsteater |
| 1968 | Cynthia               | Den verklige kommissarie Schäfer (The Real Inspector Hound) Tom Stoppard                             | Lars Göran Carlson             | Helsingborgs stadsteater |
| 1968 | Lullu                 | Presidentkandidaterna V. V. Järner                                                                   | Lars-Levi Læstadius            | Helsingborgs stadsteater |
| 1968 | Electrical Girl       | Kvartetten som sprängdes Birger Sjöberg                                                              | Sandor Györbiro                | Helsingborgs stadsteater |
| 1969 | Beryl                 | Alla har en trädgård (Everything in the Garden) Edward Albee                                         | Kaj Ahnhem                     | Helsingborgs stadsteater |
| 1969 | Nérine                | Friaren från landet eller Monsieur de Pourceaugnac (Monsieur de Pourceaugnac) Molière                | Lars-Levi Læstadius            | Helsingborgs stadsteater |
| 1969 |                       | De bordlagda Birger Norman                                                                           | Ensemblen                      | Helsingborgs stadsteater |
| 1969 |                       | Krigsmans lycka (Minna von Barnhelm) Gotthold Ephraim Lessing                                        | Lars-Levi Læstadius            | Helsingborgs stadsteater |
| 1970 | Mirka                 | Kattorna Walentin Chorell                                                                            | Martin Söderhjelm              | Helsingborgs stadsteater |
| 1970 | Charlotte Lindenberg  | Hemmet Kent Andersson och Bengt Bratt                                                                | Kaj Ahnhem                     | Helsingborgs stadsteater |
| 1970 | Martha Brewster       | Arsenik och gamla spetsar (Arsenic and Old Lace) Joseph Kesselring                                   | Martin Söderhjelm              | Helsingborgs stadsteater |
| 1970 | Laina                 | Herr Puntila och hans dräng Matti (Herr Puntila und sein Knecht Matti) Bertolt Brecht                | Lars-Levi Læstadius            | Helsingborgs stadsteater |
| 1971 | Uggla                 | Nalle Puh och hans vänner (Winnie-the-Pooh) A.A. Milne                                               | Lars-Levi Læstadius            | Helsingborgs stadsteater |
| 1971 | Angustias             | Bernardas hus (La casa de Bernarda Alba) Federico García Lorca                                       | Lars-Levi Læstadius            | Helsingborgs stadsteater |
| 1971 | Josyane               | Bamsingen (Le Babour) Félicien Marceau                                                               | Martin Söderhjelm              | Helsingborgs stadsteater |
| 1971 | Madame                | Jungfruleken (Les Bonnes) Jean Genet                                                                 | Kaj Ahnhem                     | Helsingborgs stadsteater |
| 1971 | Ingrid                | Tillståndet Kent Andersson och Bengt Bratt                                                           | Stellan Olsson                 | Helsingborgs stadsteater |
| 1971 | Veta Louise Simmons   | Min vän Harvey (Harvey) Mary Chase                                                                   | Martin Söderhjelm              | Helsingborgs stadsteater |
| 1972 | Omega                 | Skymningsbaren (Twilight Bar) Arthur Koestler                                                        | Stellan Olsson                 | Helsingborgs stadsteater |
| 1972 | Lucienne              | Fruar på vift (Le dindon) Georges Feydeau                                                            | Lars-Levi Læstadius            | Helsingborgs stadsteater |
| 1973 | Georgette             | Äktenskapsskolan (L'école des femmes) Molière                                                        | Lars-Levi Læstadius John Price | Helsingborgs stadsteater |
| 1973 | Maja                  | Melodi på lergök Lars-Levi Læstadius                                                                 | Lars-Levi Læstadius            | Helsingborgs stadsteater |
| 1973 | Marta                 | Faust Johann Wolfgang von Goethe                                                                     | HansKarl Zeiser                | Helsingborgs stadsteater |
| 1973 | Britta                | Värmlänningarna Fredrik August Dahlgren och Andreas Randel                                           | Claes Sylwander                | Helsingborgs stadsteater |
| 1974 | Elsie Pamp            | Pampen Lars Björkman                                                                                 | Claes Sylwander                | Helsingborgs stadsteater |
| 1974 | "Våren" av Botticelli | Kaktusblomman (Fleur de cactus) Pierre Barillet och Jean-Pierre Grédy                                | Claes Sylwander                | Helsingborgs stadsteater |
| 1974 | Dorine                | Tartuffe (Tartuffe, ou l'Imposteur) Molière                                                          | HansKarl Zeiser                | Helsingborgs stadsteater |
| 1975 | Syster Signe          | Sjung vackert om kärlek Gottfried Grafström                                                          | Claes Thelander                | Helsingborgs stadsteater |
| 1975 | Kvinnan               | En handelsresandes död (Death of a Salesman) Arthur Miller                                           | Claes Sylwander                | Helsingborgs stadsteater |
| 1975 | Jeanette Fisher       | Den siste hete älskaren (Last of the Red Hot Lovers) Neil Simon                                      | Claes Sylwander                | Helsingborgs stadsteater |
| 1975 | Allas                 | Turarna, en färjepjäs Stellan Olsson och Jan Olsheden                                                | Stellan Olsson                 | Helsingborgs stadsteater |
| 1975 |                       | Beteendelek Jan Bergquist                                                                            | Claes Thelander                | Helsingborgs stadsteater |
| 1975 | Essie Miller          | Åh, ljuva ungdomstid (Ah, Wilderness) Eugene O'Neill                                                 | Olle Johansson                 | Helsingborgs stadsteater |
| 1976 | Anitra                | Peer Gynt Henrik Ibsen                                                                               | Claes Sylwander                | Helsingborgs stadsteater |
| 1976 | Emilia                | Othello William Shakespeare                                                                          | Claes Sylwander                | Helsingborgs stadsteater |
| 1977 | Markisinnan           | En dörr skall vara öppen eller stängd (Il faut qu'une porte soit ouverte ou fermée) Alfred de Musset | Claes Thelander                | Helsingborgs stadsteater |
| 1977 | Gumman                | Stolarna (Les Chaises) Eugène Ionesco                                                                | Claes Thelander                | Helsingborgs stadsteater |
| 1977 |                       | Tolvskillingsoperan (Die Dreigroschenoper) Bertolt Brecht och Kurt Weill                             | Hans Polster                   | Helsingborgs stadsteater |
| 1977 | Edith                 | Ballerina Arne Skouen                                                                                | Claes Thelander                | Helsingborgs stadsteater |
| 1978 | Tant Lundin           | Mio, min Mio Astrid Lindgren                                                                         | Karin Ekström Göran Omnéus     | Helsingborgs stadsteater |
| 1978 | Natasja Ivanovna      | Tre systrar (Три сeстры, Tri sestry) Anton Tjechov                                                   | Hans Polster                   | Helsingborgs stadsteater |
| 1978 | Matilde Lamanna       | Caviar och spagetti (Caviale e lenticchie) Giulio Scarnicci och Renzo Tarabusi                       | Egon Larsson                   | Helsingborgs stadsteater |
| 1980 | Miss Fancy            | Rävspel (Sly Fox) Larry Gelbart                                                                      | Per Møller-Nielsen             | Helsingborgs stadsteater |
| 1980 | Gumman                | Wärdshuset Haren och Vråken Lars Forssell                                                            | Hans Polster                   | Helsingborgs stadsteater |
| 1981 | Ljubov Ranevskaja     | Körsbärsträdgården (Вишнёвый сад, Visjnjovyj sad) Anton Tjechov                                      | Gustaf Elander                 | Helsingborgs stadsteater |
| 1981 | Elisabeth             | Maria Stuart Friedrich Schiller                                                                      | Lars Svenson                   | Helsingborgs stadsteater |
| 1982 | Gwyneth Price         | Brevet till min älskade (I Sent a Letter To My Love) Bernice Rubens                                  | Claes Sylwander                | Helsingborgs stadsteater |
| 1982 | Lydia Kowalenko       | Läkare (Ärztinnen) Rolf Hochhuth                                                                     | Lars Svenson                   | Helsingborgs stadsteater |
| 1984 | Stormamma             | Katt på hett plåttak (Cat on a Hot Tin Roof) Tennessee Williams                                      | Tom Deutgen                    | Helsingborgs stadsteater |
| 1984 | Damen                 | Äpplet i portföljen                                                                                  | Staffan Olzon                  | Helsingborgs stadsteater |
| 1984 | Dotty Otley           | Kaos på teatern (Noises Off) Michael Frayn                                                           | Palle Granditsky               | Helsingborgs stadsteater |
| 1985 | Mäster Hora           | Momo eller kampen om tiden (Momo) Michael Ende                                                       | Bent Hesselman                 | Helsingborgs stadsteater |
| 1986 | Barbara               | Ett nät av lögner (Pack of Lies) Hugh Whitemore                                                      | Hans Polster                   | Helsingborgs stadsteater |
| 1987 | Ustinja               | Konkursen (Банкрот, Bankrut) Aleksandr Ostrovskij                                                    | Palle Granditsky               | Helsingborgs stadsteater |
| 1987 | Maurine               | Mamma älskar dig... (Homefront) James Duff                                                           | Lars Svenson                   | Helsingborgs stadsteater |
| 1989 | Poppy                 | En familjeaffär (A Small Family Business) Alan Ayckbourn                                             | Herman Ahlsell                 | Helsingborgs stadsteater |
| 1989 | Marina                | Onkel Vanja (Дядя Ваня, Djadja Vanja) Anton Tjechov                                                  | Palle Granditsky               | Helsingborgs stadsteater |

- 1992 - Ohållna tal av otyglade kvinnor
- 1993 - Charterresan
- 1983 - Teaterdirektören

### Regi
| År   | Produktion                                    | Upphovsmän                                                  | Teater                   |
| ---- | --------------------------------------------- | ----------------------------------------------------------- | ------------------------ |
| 1985 | Solen och jag Memoir                          | John Murrell Översättning Ulla Olsson och Herbert Grevenius | Helsingborgs stadsteater |
| 1986 | Första gången Eva dog                         | Anita Blom                                                  | Helsingborgs stadsteater |
| 1987 | Utflykten A Lovely Sunday for Creve Coeur     | Tennessee Williams Översättning Anita Blom                  | Helsingborgs stadsteater |
| 1988 | Följer du med hem? Скамейка, Skamejka         | Alexander Gelman Översättning Ben Hellman                   | Helsingborgs stadsteater |
| 1988 | Min mamma sa... My Mother Said I Never Should | Charlotte Keatley Översättning Thomas Kinding               | Helsingborgs stadsteater |

## Bilder

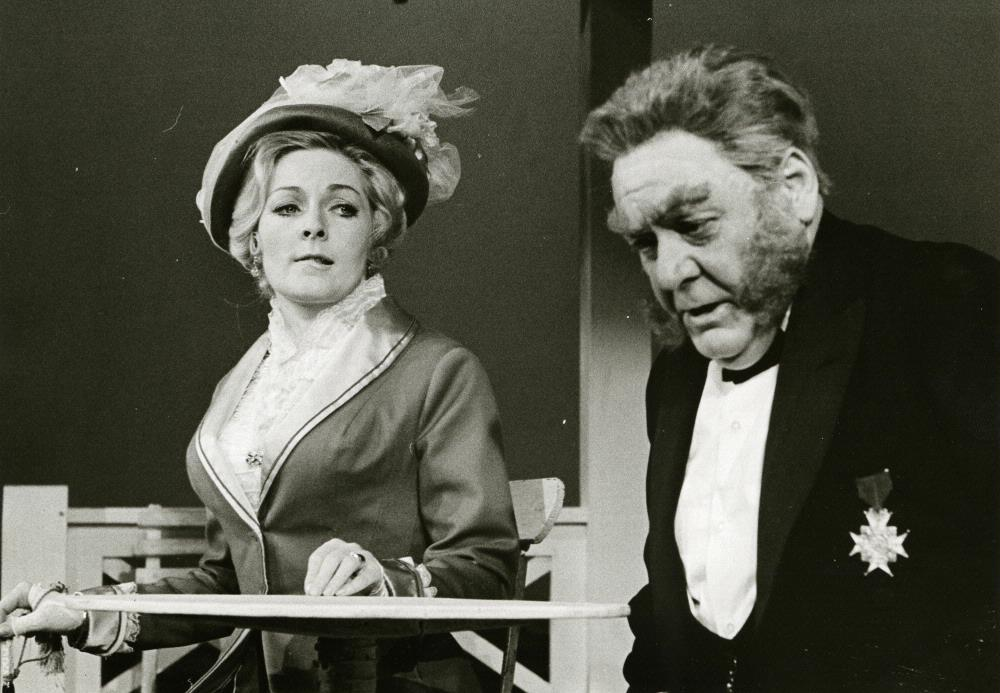
Anna-Greta Bergman och Gunnar Ekvall i Markurells i Wadköping på Helsingborgs stadsteater 1966.

### Fotnoter
1. ↑  ”Anna-Greta Bergman”. Svensk Filmdatabas. http://www.sfi.se/sv/svensk-filmdatabas/Item/?type=PERSON&itemid=64973&ref=%2ftemplates%2fSwedishFilmSearchResult.aspx%3fid%3d1225%26epslanguage%3dsv%26searchword%3dAnna-Greta+Bergman%26type%3dPerson%26match%3dBegin%26page%3d1%26prom%3dFalse. Läst 10 oktober 2012.
2. ↑  ”Nya Dramatenelever”. Dagens Nyheter:  s. 23. 31 augusti 1952. https://arkivet.dn.se/tidning/1952-08-31/236/23. Läst 26 januari 2022.
3. ↑  Sveriges befolkning 1960, Arkiv Digital
4. ↑  Sveriges befolkning 2000, Sveriges Släktforskarförbund (2021)
5. ↑  Barbara (29 maj 1954). ”Komedi och fars i parkerna: 13 jämnt i Molièrebussen, gammal Maugham ny igen”. Dagens Nyheter:  s. 10. https://arkivet.dn.se/tidning/1954-05-29/143/10. Läst 27 december 2021.
6. ↑  ”Söndagspremiärer hos Riksteatern”. Dagens Nyheter:  s. 14. 8 oktober 1956. https://arkivet.dn.se/tidning/1956-10-08/274/14. Läst 26 januari 2022.
7. ↑  Ingvar Holm (4 oktober 1957). ”'Kärlekens komedi' har turnépremiär”. Dagens Nyheter:  s. 20. https://arkivet.dn.se/tidning/1957-10-04/270/20. Läst 26 januari 2022.
8. ↑  ”Turturduva i Junosuando”. Dagens Nyheter:  s. 20. 16 februari 1958. https://arkivet.dn.se/tidning/1958-02-16/45/20. Läst 26 september 2020.
9. ↑  Ebbe Linde (21 januari 1960). ”'Så tuktas en argbigga' premiär på Riksteatern”. Dagens Nyheter:  s. 26. https://arkivet.dn.se/tidning/1960-01-21/19/15. Läst 26 januari 2022.
10. ↑  ”Ny argbigga”. Dagens Nyheter:  s. 16. 30 april 1960. https://arkivet.dn.se/tidning/1960-04-30/117/16. Läst 26 januari 2022.
11. ↑  S B-l (27 januari 1963). ”Livskraftig Lysistrate”. Dagens Nyheter:  s. 34. https://arkivet.dn.se/tidning/1963-01-27/26/34. Läst 10 juni 2018.
12. ↑  Ingvar Holm (19 maj 1968). ”VänsterUbu blev spel om Båstad”. Dagens Nyheter:  s. 14. https://arkivet.dn.se/tidning/1968-05-19/135/14. Läst 7 januari 2022.
13. ↑  Hans Axel Holm (17 november 1968). ”Teater i Hälsingborg: Lam finländsk pjäs, men rolig 'Knivkastning'”. Dagens Nyheter:  s. 20. https://arkivet.dn.se/tidning/1968-11-17/313/20. Läst 10 juni 2018.
14. ↑  ”På fredag”. Dagens Nyheter:  s. 17. 23 oktober 1969. https://arkivet.dn.se/tidning/1969-10-23/288/23. Läst 13 juni 2018.
15. ↑  ”Nytt om nöjen”. Dagens Nyheter:  s. 18. 18 april 1970. https://arkivet.dn.se/tidning/1970-04-18/104/18. Läst 13 juni 2018.
16. ↑  ”Nytt om nöjen”. Dagens Nyheter:  s. 14. 14 januari 1971. https://arkivet.dn.se/tidning/1971-01-14/12/14. Läst 14 juni 2018.
17. ↑  Leif Zern (19 oktober 1971). ”'Tillståndet' i Helsingborg: Stellan Olssons regi vinner i längden”. Dagens Nyheter:  s. 14. https://arkivet.dn.se/tidning/1971-10-19/284/14. Läst 14 juni 2018.
18. ↑  Ruth Halldén (8 maj 1972). ”Praktfulla enskildheter i ojämn Koestler”. Dagens Nyheter:  s. 16. https://arkivet.dn.se/tidning/1972-05-08/124/16. Läst 15 juni 2018.
19. ↑  Ruth Halldén (2 september 1972). ”Tungfotad fars i Helsingborg”. Dagens Nyheter:  s. 15. https://arkivet.dn.se/tidning/1972-09-02/238/15. Läst 15 juni 2018.
20. ↑  Ruth Halldén (9 maj 1973). ”Læstadius komedi välgjord och mänsklig”. Dagens Nyheter:  s. 16. https://arkivet.dn.se/tidning/1973-05-09/124/16. Läst 15 juni 2018.
21. ↑  Bengt Jahnsson (26 oktober 1973). ”Goethes 'Faust': Stor framgång för de unga i Helsingborg”. Dagens Nyheter:  s. 26. https://arkivet.dn.se/tidning/1973-10-26/291/26. Läst 15 juni 2018.
22. ↑  ”Nytt om nöjen”. Dagens Nyheter:  s. 18. 23 augusti 1974. https://arkivet.dn.se/tidning/1974-08-23/228/18. Läst 15 juni 2018.
23. ↑  Bengt Jahnsson (9 november 1974). ”'Tartuffe' – bortspelad”. Dagens Nyheter:  s. 24. https://arkivet.dn.se/tidning/1974-11-09/305/24. Läst 15 juni 2018.
24. ↑  ”Tidningsnotis”. Dagens Nyheter:  s. 10. 4 januari 1975. https://arkivet.dn.se/tidning/1975-01-04/3/10. Läst 15 juni 2018.
25. ↑  Ruth Halldén (13 december 1975). ”Onödigt ljus O'Neill slutpunkt i Helsingborg”. Dagens Nyheter:  s. 21. https://arkivet.dn.se/tidning/1975-12-13/338/21. Läst 15 juni 2018.
26. ↑  Ruth Halldén (16 maj 1976). ”Helsingborgs nya teater invigd med 'Peer Gynt': Det får vara måtta på de stora greppen”. Dagens Nyheter:  s. 12. https://arkivet.dn.se/tidning/1976-05-16/132/12. Läst 15 juni 2018.
27. 1 2  Ruth Halldén (31 mars 1977). ”Två uppsättningar i Helsingborg: Föredömlig 'Stolarna'”. Dagens Nyheter:  s. 24. https://arkivet.dn.se/tidning/1977-03-31/88/24. Läst 10 augusti 2021.
28. ↑  Ruth Halldén (20 november 1977). ”'Ballerina': Den nakna värnlösheten”. Dagens Nyheter:  s. 17. https://arkivet.dn.se/tidning/1977-11-20/315/17. Läst 15 juni 2018.
29. ↑  Ruth Halldén (14 maj 1980). ”Usel personinstruktion”. Dagens Nyheter:  s. 20. https://arkivet.dn.se/tidning/1980-05-14/131/20. Läst 16 juni 2018.
30. ↑  Bengt Jahnsson (4 april 1981). ”Körsbär och dynamit”. Dagens Nyheter:  s. 20. https://arkivet.dn.se/tidning/1981-04-04/92/20. Läst 16 juni 2018.
31. ↑  Lars Linder (26 april 1987). ”2 x Helsingborg: Meny på allt och intet”. Dagens Nyheter:  s. 26. https://arkivet.dn.se/tidning/1987-04-26/112/26. Läst 26 januari 2022.